# Patrik Hrošovský
Patrik Hrošovský (Prievidza, 22 de abril de 1992) é um futebolista eslovaco que atua como meio-campista. Atualmente defende o Genk.

## Carreira
Patrik Hrošovský fez parte do elenco da Seleção Eslovaca de Futebol da Eurocopa de 2016.